# Giải vô địch bóng đá thế giới các câu lạc bộ 2005
Giải vô địch bóng đá thế giới các câu lạc bộ 2005 là phiên bản thứ hai của Giải vô địch bóng đá thế giới các câu lạc bộ, và là lần đầu tiên sau sự hợp nhất giữa Cúp liên lục địa và Giải vô địch bóng đá thế giới các câu lạc bộ (phiên bản đầu tiên đã được tổ chức vào năm 2000).
Giải đấu được tổ chức tại Nhật Bản từ ngày 11 ngày 18 tháng 12 năm 2005. Giải được công ty ô tô Toyota tài trợ nên có tên FIFA Club World Championship Toyota Cup.
Câu lạc bộ São Paulo của Brazil đã đoạt chức vô địch sau khi đánh bại đại diện của nước Anh Liverpool 1–0 trong trận chung kết. Đây là lần thứ 3 vô địch thế giới của họ (2 lần trước là vô địch cúp Liên lục địa (Intercontinental Cup) các năm 1992 và 1993).

## Quyết định hợp nhất Cúp liên lục địa và FIFA Club World Championship
Giải đấu năm 2005 được tạo ra sau sự hợp nhất của Cúp liên lục địa và FIFA Club World Championship trước đó. Giải đấu trước đó đã được tổ chức thường niên giữa các nhà vô địch của Châu Âu và Nam Mỹ kể từ năm 1960; sau này chỉ trải qua một giải đấu, Giải vô địch bóng đá thế giới các câu lạc bộ 2000. Giải đấu năm 2001 đã bị hủy bỏ khi đối tác truyền thông ISL của FIFA bị phá sản. Để kỷ niệm cho sự hợp nhất này, một chiếc cúp mới đã được FIFA giới thiệu.
Giải đấu mới có quy mô nhỏ hơn FIFA Club World Championship trước đó, diễn ra trong hai tuần, dựa trên thể thức của Cúp Liên lục địa. Sáu câu lạc bộ được mời tham dự giải đấu, với mỗi đội từ một liên đoàn khu vực. Tên của giải đấu, vốn là sự kết hợp đơn giản giữa tên của hai giải đấu hợp nhất trước đó, rõ ràng là quá dài, và được giảm bớt vào năm sau, trở thành FIFA Club World Cup.

## Thể thức
Giải đấu áp dụng thể thức đấu loại trực tiếp nên mỗi đội đá từ hai đến ba trận đấu. Bốn đội vô địch từ bốn liên đoàn "yếu hơn" lọt vào vòng tứ kết; hai đội thua tham dự trận tranh hạng năm. Hai đội thắng sẽ cùng các đội vô địch châu Âu và Nam Mỹ lọt vào vòng bán kết; hai đội thua tham dự trận tranh hạng ba.
Các trận đấu diễn ra tại Sân vận động Quốc gia, Sân vận động Toyota tại Toyota, Aichi, gần Nagoya và Sân vận động Quốc tế tại Yokohama, nơi diễn ra trận chung kết. Vì mục đích tiếp thị, nó còn có tên là FIFA Club World Championship Toyota Cup.

## Các đội tham dự
| Đội        | Liên đoàn | Tư cách tham dự                           |
| Bán kết    | Bán kết   | Bán kết                                   |
| ---------- | --------- | ----------------------------------------- |
| Liverpool  | UEFA      | Vô địch UEFA Champions League 2004–05     |
| São Paulo  | CONMEBOL  | Vô địch Copa Libertadores 2005            |
| Tứ kết     |           |                                           |
| Al Ahly    | CAF       | Vô địch CAF Champions League 2005         |
| Al-Ittihad | AFC       | Vô địch AFC Champions League 2005         |
| Saprissa   | CONCACAF  | Vô địch CONCACAF Champions' Cup 2005      |
| Sydney FC  | OFC       | Vô địch Oceania Club Championship 2004–05 |

## Địa điểm
Tokyo, Yokohama và Toyota là ba địa điểm phục vụ cho FIFA Club World Cup 2005.
| Sân vận động Quốc tế Yokohama                                                   | Sân vận động Quốc gia                           | Sân vận động Toyota                                  |
| 35°30′36,16″B 139°36′22,49″Đ / 35,5°B 139,6°Đ                                   | 35°40′41″B 139°42′53″Đ / 35,67806°B 139,71472°Đ | 35°05′4,02″B 137°10′14,02″Đ / 35,08333°B 137,16667°Đ |
| Sức chứa: 72.327                                                                | Sức chứa: 57.363                                | Sức chứa: 45.000                                     |
|                                                                                 |                                                 |                                                      |
| YokohamaTokyoToyotaGiải vô địch bóng đá thế giới các câu lạc bộ 2005 (Nhật Bản) |                                                 |                                                      |

## Các trận đấu

### Tứ kết
| Al-Ittihad | 1–0      | Al-Ahly |
| ---------- | -------- | ------- |
| Noor 78'   | Chi tiết |         |

| Sydney FC | 0–1      | Saprissa    |
| --------- | -------- | ----------- |
|           | Chi tiết | Bolaños 47' |

### Bán kết
| Al-Ittihad                   | 2–3      | São Paulo                              |
| ---------------------------- | -------- | -------------------------------------- |
| Noor 33' · Al-Montashari 68' | Chi tiết | Amoroso 16', 47' · Rogério 57' (ph.đ.) |

| Saprissa | 0–3      | Liverpool                    |
| -------- | -------- | ---------------------------- |
|          | Chi tiết | Crouch 2', 58' · Gerrard 32' |

### Tranh hạng 5
| Al-Ahly    | 1–2      | Sydney FC              |
| ---------- | -------- | ---------------------- |
| Moteab 45' | Chi tiết | Yorke 35' · Carney 66' |

### Tranh hạng 3
| Al-Ittihad                   | 2–3      | Saprissa                              |
| ---------------------------- | -------- | ------------------------------------- |
| Kallon 28' · Job 53' (ph.đ.) | Chi tiết | Saborío 13', 85' (ph.đ.) · Rónald 89' |

### Chung kết
| São Paulo   | 1–0      | Liverpool |
| ----------- | -------- | --------- |
| Mineiro 27' | Chi tiết |           |

## Các cầu thủ ghi bàn hàng đầu
Đã có 19 bàn thắng ghi được trong 7 trận đấu, trung bình 2.71 bàn thắng mỗi trận đấu.

## Tournament round-up

### Bảng xếp hạng
| Xếp hạng | Đội        | Liên đoàn | ST | T | H | B | BT | BB | HS |
| -------- | ---------- | --------- | -- | - | - | - | -- | -- | -- |
| 1        | São Paulo  | CONMEBOL  | 2  | 2 | 0 | 0 | 4  | 2  | +2 |
| 2        | Liverpool  | UEFA      | 2  | 1 | 0 | 1 | 3  | 1  | +2 |
| 3        | Saprissa   | CONCACAF  | 3  | 2 | 0 | 1 | 4  | 5  | −1 |
| 4        | Al-Ittihad | AFC       | 3  | 1 | 0 | 2 | 5  | 6  | −1 |
| 5        | Sydney FC  | OFC       | 2  | 1 | 0 | 1 | 2  | 2  | 0  |
| 6        | Al Ahly    | CAF       | 2  | 0 | 0 | 2 | 1  | 3  | −2 |

### Đón nhận
Giải đấu được đón nhận khá nồng nhiệt, mặc dù một số nhà bình luận đã nói rằng, ngoại trừ São Paulo và Liverpool, chất lượng giải đấu khá kém, dẫn đến ý kiến rằng có lẽ tốt hơn nên giữ lại thể thức hai khu vực châu Âu/Nam Mỹ.

## Giải thưởng
| Quả bóng Vàng Adidas Giải thưởng Toyota | Quả bóng Bạc Adidas        | Quả bóng Đồng Adidas         |
| --------------------------------------- | -------------------------- | ---------------------------- |
| Rogério Ceni (São Paulo)                | Steven Gerrard (Liverpool) | Christian Bolaños (Saprissa) |
| Đội đoạt giải phong cách                |                            |                              |
| Liverpool                               |                            |                              |